# Dragomir Karić
Dragomir Karić, cyr. Драгомир Карић (ur. 21 października 1949 w m. Peć) – serbski przedsiębiorca, ekonomista, wykładowca akademicki i polityk. Brat przedsiębiorcy Bogoljuba Karicia.

## Życiorys
Absolwent Wydziału Nauk Organizacyjnych Uniwersytetu w Belgradzie. Zawodowo związany z kontrolowanym przez rodzinę międzynarodowym koncernem Braća Karić. Zajął się również działalnością naukową. W 1988 wyjechał do Moskwy, w 1993 uzyskał członkostwo w Ukraińskiej Akademii Nauk Rolniczych w Kijowie. W tej instytucji rok później uzyskał stopień doktora ekonomii i filozofii. Został wykładowcą wydziału socjologii Moskiewskiego Uniwersytetu Państwowego, a także założonego przez rodzinę prywatnego uniwersytetu w Peciu. Jest autorem publikacji naukowych z zakresu zarządzania i marketingu.
W 2004 zaangażował się w działalność polityczną, obejmując funkcję pierwszego wiceprezesa utworzonej przez brata partii pod nazwą Ruch Siła Serbii. Gdy Bogoljub Karić w obawie przed tymczasowym aresztowaniem opuścił w 2006 Serbię, Dragomir Karić stał się formalnym prezesem partii. W 2012 uzyskał mandat posła do Zgromadzenia Narodowego Republiki Serbii z ramienia koalicji skupionej wokół Serbskiej Partii Postępowej. W 2014, 2016, 2020 i 2022 otrzymywał ponownie miejsce na liście SNS, zapewniając sobie poselską reelekcję.
W 2013 został też konsulem honorowym Białorusi w Belgradzie.